# Uwe Loos (Manager)
Uwe Loos (* 6. März 1946 in Worms) ist ein deutscher Industriemanager. Er bekleidete in verschiedenen Unternehmen der Automobil- und Zulieferindustrie führende Funktionen. Seit 2004 ist er in zahlreichen Unternehmen als Aufsichtsrat, Verwaltungsrat, Beirat sowie Senior Advisor beratend tätig. An der TU München vertrat er von 1998 bis 2012 als Honorarprofessor das Lehrgebiet  „Moderne Produktions- und Logistiksysteme“.

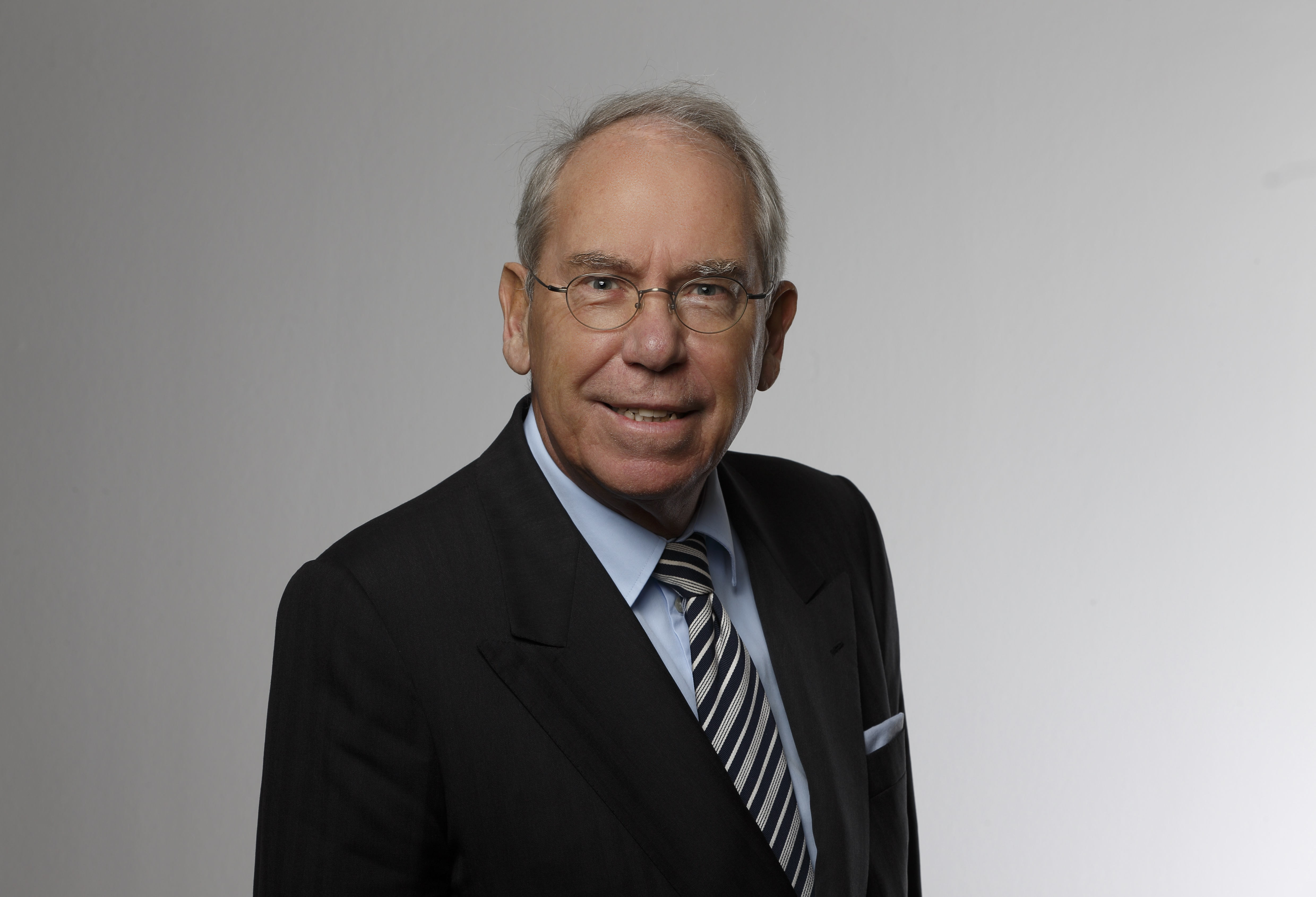
Uwe Loos, Manager

## Leben
Uwe Loos absolvierte nach dem Realschulabschluss eine Lehre als Metallflugzeugbauer und studierte danach an der FH Augsburg sowie an der TU Berlin Ingenieurswesen. Seine Dissertation zum Thema Fertigungsorganisation stammt aus dem Jahr 1976.

## Wirken
Erste berufliche Stationen führten zu Siemens nach Berlin, zu FAG Kugelfischer nach Schweinfurt, zu Krupp in Essen und zu INA Wälzlager nach Herzogenaurach.
Als Loos Geschäftsführer der Löhr & Bromkamp GmbH in Offenbach (1990–1993) war, wurde das Unternehmen als „Fabrik des Jahres“ ausgezeichnet. Es erhielt den Innovationspreis des Bundesverbandes der deutschen Industrie (BDI) und wurde als bestes Unternehmen im Betrieblichen Vorschlagwesen gewürdigt. In dieser Zeit entstand unter Führung von Loos auch die erste Leanfabrik in Deutschland.
Von 1993 bis 1998 begleitete Loos als Mitglied des Vorstands der Porsche AG, Stuttgart, die Neuausrichtung von Porsche. Als Verantwortlicher für die Produktion und Logistik richtete er die Fertigung des Sportwagenherstellers nach den Prinzipien der schlanken Produktion und des kontinuierlichen Verbesserungsprozesses (KVP) neu aus. 1996 erhielt die Porsche AG die Auszeichnung „Fabrik des Jahres“.
Als Vorstandsvorsitzender der FAG Kugelfischer AG, Schweinfurt (1998–2001) setzte Loos ein umfangreiches Struktur- und Prozessoptimierungsprogramm durch. Dies führte zu einer deutlichen Effizienz- und Ergebnisverbesserung. Auch FAG erhielt im Jahr 2001 die Auszeichnung als „Fabrik des Jahres“.
Seine operative Tätigkeit beendete Loos als Vorstandsvorsitzender der Dekra, Stuttgart (2002–2003).
Seit 2004 ist Loos in zahlreichen Unternehmen im In- und Ausland als Aufsichtsrat, Verwaltungsrat, Beirat sowie als Senior Advisor beratend tätig. Schwerpunkte seiner Arbeit sind Unternehmensstrategie, Entwicklungs-, Produktions-, Logistik- und Qualitätsprozesse sowie die Digitalisierung der Wertschöpfung.

### Ehrenämter (Auswahl)
- Vorstand in der Württembergischen Bibliotheksgesellschaft, Stuttgart  (seit 2003)
- Institut für Produktionserhaltung e. V. infpro, Mitglied im wiss. Kuratorium (seit 2008)
- Mitglied Hochschulrat Würzburg-Schweinfurt (2000–2008)
- Vorsitz des Beirats der VDI Gesellschaft Fahrzeug und Verkehrstechnik (2000–2006)

## Varia
Loos ist verheiratet und hat eine Tochter.